# Marpingen
Marpingen (en français Marpange, en sarrois Maarbinge ou Määrbinge) est une commune allemande de l'arrondissement de Saint-Wendel dans le Land de Sarre. La ville est marquée par les apparitions mariales qui seraient survenues en 1876 et qui ont laissé la trace d'un culte persistant.

## Historique

### Les apparitions mariales de 1876

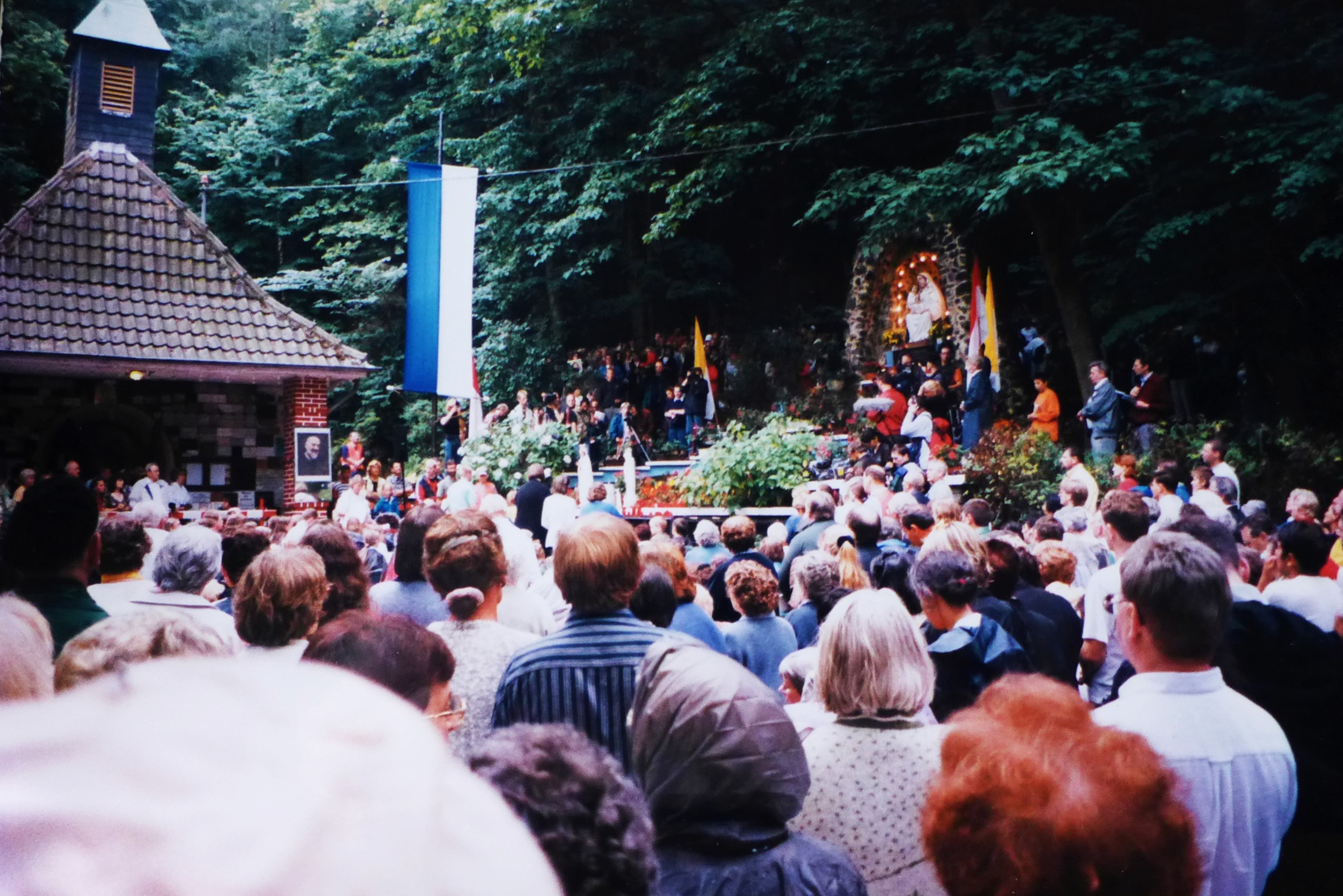
Rassemblement de fidèles sur le lieu d'apparition en 1999.

En 1876, trois jeunes filles de huit ans, Marguerite, Catherine et Susanne, déclarent avoir été bénéficiaires d'apparition de la Vierge Marie avec sur son bras droit un enfant ayant une couronne blanche sur la tête, du 3 juillet au 3 septembre. Or à cette période, l'Empire Allemand est en plein Kulturkampf, où l'état allemand tente de laïciser la société allemande en luttant contre les prérogatives et la fidélité romaine de l'Église catholique. L'évêque du diocèse a été emprisonné, puis exilé, et vient juste de décéder au moment des apparitions. Le séminaire du diocèse, à Trêves a également été fermé par l'état le 2 juillet 1876. Les enfants déclarent que l'apparition s'est présentée à eux comme étant « celle qui a été conçue sans taches »,.
L'annonce de ces apparitions, l'arrivée de pèlerins sur les lieux, et même des « guérisons miraculeuses » provoquent la colère du gouvernement qui fait interdire les rassemblements, fait intervenir la troupe, et ouvre des procès aux contrevenants. La réaction politique violente empêche l'autorité ecclésiastique d'ouvrir une enquête canonique, et à ce jour (en 2020) aucune démarche en reconnaissance n'a été ouverte sur ces apparitions. Mais un mouvement populaire de dévotion locale est resté, encore aujourd'hui,.

## Quartiers
- Alsweiler
- Berschweiler
- Marpingen
- Urexweiler

## Administration
- 1974-1982 : Josef Sartorius (CDU)
- 1982-1990 : Hermann Neis (CDU)
- 1990-2016 : Werner Laub (SPD)
- depuis le 1er août 2016 : Volker Weber (SPD)

## Jumelages
La ville de est Marpingen jumelée avec :
- Bertrichamps (France)
- Siculiana (Italie)
- Simontornya (Hongrie)